# Umbeliferona
La umbeliferona, también llamada 7-hidroxicumarina, hidrangina, esquimetina, y beta-umbeliferona,  es un producto natural generalizado de la familia de la cumarina.
Absorbe fuertemente la radiación ultravioleta en varias longitudes de onda. A pesar de varias indicaciones de que esta sustancia química es fotomutagénica, se utiliza en filtros solares. Se ha reportado que la umbeliferona tiene propiedades antioxidantes.
Es un sólido cristalino de color blanco amarillento que tiene una ligera solubilidad en agua caliente, pero de alta solubilidad en etanol.

## Producción natural
La umbeliferona se encuentra en muchas plantas conocidas de la  familia Apiaceae (umbelíferas), tales como la zanahoria, el cilantro y la angélica de jardín, así como en plantas de otras familias, tales como Hieracium pilosella, Asteraceae o la hoja ancha hortensia (Hydrangea macrophylla, Hydrangeaceae, bajo el nombre de hidrangina).
Es uno de los componentes de la asafétida, el látex seco del hinojo gigante (Ferula communis). También se encuentra en Justicia pectoralis (Acanthaceae).

## Biosíntesis
La umbeliferona es un fenilpropanoide y, como tal, se sintetiza a partir de L-fenilalanina, que es un intermedio de la vía del shikimato. La fenilalanina se transforma en ácido cinámico, seguido de una hidroxilación por la enzima cinamato 4-hidroxilasa para producir ácido 4-cumárico. El ácido 4-cumárico es de nuevo hidroxilado por cinamato / cumarato 2-hidroxilasa para producir ácido 2,4-dihidroxi-cinámico (ácido umbelico) seguido de una isomerización del doble enlace adyacente al ácido carboxílico. Por último se da un ataque intramolecular del grupo hidroxilo del C2 al ácido carboxílico y se cierra el anillo, formando la lactona correspondiente, la umbeliferona.

L-phenylalanine

  {\displaystyle {\xrightarrow {PAL}}}  {\displaystyle {\xrightarrow {C4H}}}  {\displaystyle {\xrightarrow {C2H}}}  {\displaystyle \longrightarrow } 

## Síntesis química
La umbeliferona se sintetiza tradicionalmente por medio de la  Condensación de Pechmann del resorcinol y el ácido formilacético (generado del ácido malico in situ).

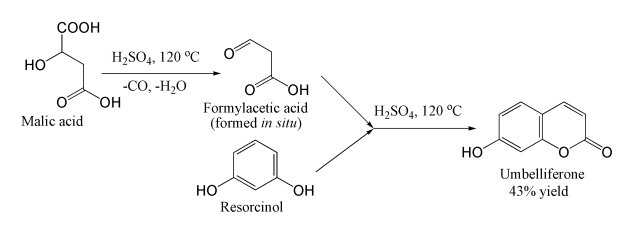
The Pechmann condensation as applied to umbelliferone

Una síntesis más reciente utiliza propionato de metilo y un catalizador de paladio.

## Fluorescencia ultravioleta
La umbeliferona absorbe intensamente a 300, 305 y 325 nm, con valores de absortividad de 3.9, 3.95 y 4.15, respectivamente, y emite fluorescencia azul bajo luz ultravioleta y luz visible. La potente absorción de tres longitudes de onda diferentes, junto con el hecho de que la energía se disipa de manera segura como luz visible, hace a la  umbeliferona un agente de filtro solar útil. En solución alcalina cambia su absorción debido a la desprotonación del grupo hidroxilo del fenol   (pKa = 7.7).

## Usos
La actividad ultravioleta de umbeliferona la llevó a su uso como un agente protector solar y un abrillantador óptico para los textiles. También se ha utilizado como un medio activo para los láseres de colorante . Umbeliferona se puede utilizar como un indicador de fluorescencia  de iones metálicos tales como cobre y calcio. Actúa como un indicador de pH en el rango de 6.5 a 8.9.

## Derivados de umbelliferona
La umbeliferona es el compuesto de origen de un gran número de productos naturales. La Herniarina (7 - O -metilumbeliferona o 7-metoxicumarina) se produce en las hojas de cáñamo agua ( Eupatorium ayapana ) y Herniaria.  También se han reportado derivados naturales glicosilados, tales como la eskimmina (7 - O -β- D -glucopiranosilumbeliferona) y se utilizan para la  determinación fluorimétrica de  enzimas de glucosidasas. Los derivados de isopreno también están muy extendidos, tales como la marmina (que se encuentra en la piel del pomelo y en la corteza de  Aegle marmelos) y furanocumarinas y la marmesina, angelicina, y psoraleno.

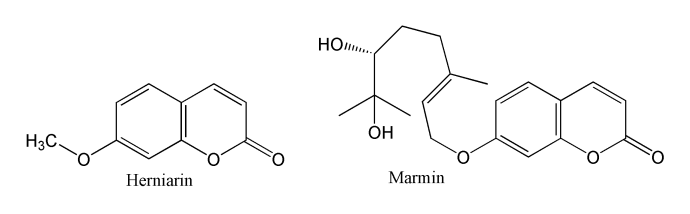
Herniarin and marmin, umbelliferone derivatives

Umbelliferone 7-apiosylglucoside puede ser aislado de la raíz de Gmelina arborea.